# Platypalpus argenteomicans
Platypalpus argenteomicans är en tvåvingeart som först beskrevs av Becker 1908.  Platypalpus argenteomicans ingår i släktet Platypalpus och familjen puckeldansflugor.
Artens utbredningsområde är Kanarieöarna. Inga underarter finns listade i Catalogue of Life.